# Lago de Fogo
O Lago de Fogo aparece no Antigo Egito e no Cristianismo, como lugares de vida após a morte, após uma terrível destruição. O termo é empregado nos versos do Livro do Apocalipse, como lago de fogo e também de enxofre.